# Château de Brûlon (Saint-Laurent-des-Mortiers)
Le château de Brûlon à Saint-Laurent-des-Mortiers était un château en Mayenne situé à 1 500 mètres au Nord du bourg. Actuellement le Logis seigneurial de la Juquaise est en lieu et place de l'ancien château de Brûlon

## Désignation
- Château et chapelle (Jaillot).
- Grand et Petit-Brûlon, ferme (Cassini).

## Histoire
Le fief relevait de la châtellenie de Saint-Laurent-des-Mortiers. La terre est qualifiée châtellenie dans une inscription de l'ancienne chapelle, 1673.
Le voyageur François de La Boullaye-Le Gouz se marie, le 2 août 1662, à Saint-Laurent-des-Mortiers. Il séjourne quelque temps au château de Brûlon dans la famille de sa femme, Élisabeth Gaultier de Brûlon. 
A la fin du XVIIe siècle, il ne restait au Grand-Brûlon que « 'la maison pour le colon, la grange, l'étrage où anciennement était le château de Brulon entouré de douves sur lesquelles étoit un pont-levis, le tout contenant un journal, et un jardin d'un journal dans lequel étoit une chapelle nommée chapelle de Brulon. »
Dans l'aveu rendu à cette dernière châtellenie en 1787, sont compris « la maison de la Jucaize, la maison du colon, l'aitrage, les jardins entourés de douves où autrefois étoit le château de la Jucaize, joignant les pelouses qui sont maintenant au devant du château de Brûlon. » 
Il s'agit ici du Logis seigneurial de la Juquaise, un nouveau château construit vers 1770 pour remplacer celui de Brûlon et composé « de plusieurs pièces par le bas, plusieurs appartements au-dessus, une pelouse au-devant du château, enfermée par les deux ailes du bâtiment où sont les buanderies, remises, étables, etc. ; l'entrée du château formant une autre pelouse où sont les toits à porcs et à moutons. » L'architecte avait été Charles Dugué-Delarivière, de Château-Gontier.

## Chapelle
La chapelle seule fut laissée debout, à côté des nouveaux bâtiments de la ferme. Elle avait été bâtie en 1628 et dotée à diverses reprises par Anne Ayrault, veuve d'André Éveillard, et Jean Gaultier, son gendre, le 24 novembre 1637, le 30 janvier 1648, le 31 mai 1649 et le 2 septembre 1653. Ce bénéfice ne fut jamais décrété. 
Les charges étaient d'une messe chaque dimanche, aux fêtes chômées, à celles de la Vierge, de sainte Anne et de saint Joseph. On lisait au-dessus de la porte d'entrée : Domus mea, donius orationis, et la dédicace : Deiparæ. Une inscription, à l'intérieur, rappelait que l'exposition des reliques de saint Pie et de saint Donat avait été faite solennellement dans la chapelle, le 26 juillet 1675.
Le petit édifice était mise en valeur par les mausolées qui en faisaient la décoration intérieure. Longtemps abandonnée, la chapelle avec ses tombeaux, ses riches sculptures, était restée à Brûlon. A la fin du XIXe siècle, le propriétaire du domaine décide de la faire transporter pierre par pierre à la Juquaise.

## Famille
Les Gaultier de Brûlon possédèrent depuis la Juquaise, et en prirent quelquefois le titre. C'est une famille noble qui de Château-Gontier alla se fixer à Saint-Laurent-des-Mortiers, au château de Brûlon. Les monuments épigraphiques de la famille, tant à Château-Gontier. qu'en la chapelle de Brûlon, ont été reproduits et  commentés dans l'Épigraphie de la Mayenne.

## Seigneurs
- Colin Auvré, 1362.
- Pierre Auvré, mari de N. Ouvrouin, 1413 ; il engage en 1437 la terre à Cardinet des Plantes, mais il y eut retrait.

### Famille de Feschal

Armes des Feschal.

- Olivier de Feschal, mari de Jeanne Auvré, 1441.
- Claude de Feschal, veuve de Gilles de Brée, par acquisition, 1553. Elle acquit la châtellenie de Brûlon que Pierre Auvé, son bisaïeul du côté maternel, avait vendue en 1435, à raison de quoi elle fit foi et hommage à Saint-Laurent-des-Mortiers, en 1553, et dans la même année elle rendit aveu des Vignes, par la seigneurie de Quelaines, à Jeanne de Saint-Séverin, veuve de Charles de Rohan, prince de Guémené. Elle fut présente en 1554 au contrat de mariage passé au château de Fouilloux entre Jacques de Ridouet, écuyer, seigneur de Saucé[8], avec Claude de Quatrebarbes,  sa petite-fille.

### Famille de Brée

Armes des Brée

- Lancelot de Brée vendit la châtellenie de Brûlon et les fiefs du Douet-Sauvage du consentement de Catherine de Chauvigné à Jacques Gaultier, écuyer, seigneur de Launay-Gaultier, paroisse de Grez-en-Bouère, dont les successeurs ont pris le nom de Brûlon.

### Famille Gaultier de Brûlon
- Noble homme Jean Gaultier de Brûlon, fils de Gervais Gaultier, de l'Aunay, et de Catherine Charlot, marié avec Renée Goupilleau, fille de Julien Goupilleau, maire d'Angers. Anne, sa fille, fait profession chez les religieuses de l'hôpital, à Château-Gontier, en 1586 ; il meurt à Paris, conseiller à la Chambre des comptes de Bretagne, le jour de Pâques, 10 avril 1596 ; sa veuve vivait en 1607.
- Jean Gaultier de Brûlon, aussi conseiller à la Chambre des comptes de Bretagne, 1629 ; veuf depuis le 20 janvier 1645 d'Élisabeth Éveillard, il fut inhumé, le 10 mai 1656, dans l'église de Saint-Laurent-des-Mortiers.
- Jean Gaultier de Brûlon, chevalier de l'ordre de Saint-Michel, 1643, épousa : 1° Marie de Chazé, dame de l'Églorière, dont il eut sept enfants, au nombre desquels Élisabeth, femme de François de La Boullaye-Le Gouz, le célèbre voyageur ; 2° Suzanne de Villeprouvée, fille de Charles de Villeprouvée, dont il eut dix enfants et qui mourut le 27 mars 1674. « Sa maison prospéroit sous sa conduite, dit son épitaphe, et sa naissance, ornée de générosité, la rendoit recommandable, comme héritière des vertus de ses ayeuls ». Le père de cette nombreuse famille fut enterré, le 4 janvier 1694, dans l'église de Saint-Laurent-des-Mortiers.
- François Gaultier de Brûlon, mari de Madeleine du Bois-Jourdan, veuve en 1712.
- François Gaultier de Brûlon, marié à Renée-Françoise de la Lande, 1727.
- René-François Gaultier de Brûlon, 1737, qui épousa Renée Aubry du Ponceau.
- Jean-François-René Gaultier de Brûlon, mari de Françoise de la Fontaine, 1761, sur lequel le Grand-Brûlon fut vendu nationalement pour 21 300 fr., le 8 nivôse an III.

## Source
« Château de Brûlon (Saint-Laurent-des-Mortiers) », dans Alphonse-Victor Angot et Ferdinand Gaugain, Dictionnaire historique, topographique et biographique de la Mayenne, Laval, A. Goupil, 1900-1910 [détail des éditions] (BNF 34106789, présentation en ligne)